# LG Optimus Net
L'LG Optimus Net (P690 con la sigla data dalla casa produttrice) è uno smartphone di fascia medio-bassa commercializzato in Italia da luglio 2011, con un prezzo di 199 euro. Esiste anche una versione P692 con chip NFC.Lo smartphone è stato inizialmente considerato il successore dell'LG Optimus One.
Di base monta il sistema operativo Android alla versione 2.3 Gingerbread. Il dispositivo non ha una rom modificata Cyanogenmod poiché lo smartphone in questione non è stato preso in considerazione dall'azienda.

## Caratteristiche tecniche
LG Optimus Net è dotato di una CPU single core Qualcomm MSM722 (arm v6) con frequenza da 800 MHz, di un display 3,2" 320*240 pixel, 512 MB di RAM, una memoria interna da 150 MB (espandibile fino a 32 GB tramite microSD e microSDHC), ed una fotocamera da 3.0 megapixel. La batteria è di 1500 mAh estraibile. Non è dual-sim.
Per quanto riguarda la connettività, lo smartphone è dotato di Wi-Fi 802.11 b/g/n e Bluetooth 3.0.

## Aggiornamenti ufficiali del sistema operativo
- Versione firmware V10a

distribuita il 30 luglio 2011
- Versione firmware V10b

distribuita il 28 ottobre 2011
- Risolto un problema nella ricarica della batteria (l'indicatore non visualizzava la ricarica al 100% nonostante lo fosse)
- Versione firmware V10c[1]

distribuita il 16 novembre 2011
- Risolto un problema di malfunzionamento del tasto “back” nell'applicazione Gtalk

- Applicate patch sicurezza nel modulo Bluetooth

- Risolto un problema nella ricerca contatti in rubrica

- Risolti dei problemi nello scatto foto consecutivo

- Risolta la saltuaria duplicazione degli album fotografici correlati alla foto rubrica

- Rimossa la tastiera virtuale Android
- Versione firmware v10d

- Update FOTA Client

- Implementazione della Google Mobile suite R8 con relative patch sicurezza

- Update del firmware del Touch

- Parametri di configurazione operatori Ungheresi (patch trasparente per Italia)